# Кастел Баронија
Кастел Баронија је насеље у Италији у округу Авелино, региону Кампанија. 
Према процени из 2011. у насељу је живело 861 становника. Насеље се налази на надморској висини од 635 м.

## Становништво
| 1951. | 1961. | 1971. | 1981. | 1991. | 2001. | 2011. |
| ----- | ----- | ----- | ----- | ----- | ----- | ----- |
| 2.010 | 1.722 | 1.401 | 1.502 | 1.258 | 1.233 | 1.150 |